# 安美县
安美县（越南语：／）是越南兴安省下辖的一个县。

## 县名起源
安美县是由东安县和美豪县各分出一部分组成，县名由二县县名各取一字组成。

## 地理
安美县北接文林县；西北接文江县；西南接快州县；东南接恩施县；东北接美豪市社。

## 历史
1999年7月24日，美文县分设为美豪县、文林县和安美县；州江县明珠社、越强社、安富社、安和社和环龙社5社划归安美县管辖；安美县下辖楷范社、同滩社、玉隆社、青龙社、义协社、辽舍社、新立社、中兴社、李常杰社、新越社、中和社、安美市镇和明珠社、越强社、安富社、安和社、环龙社1市镇16社。
2024年10月24日，越南国会常务委员会通过决议，自2024年12月1日起，义协社和楷范社合并为阮文灵社，李常杰社和新越社合并为新明社，安和社、明珠社和越强社合并为越安社，中兴社并入安美市镇。

## 行政区划
安美县下辖1市镇11社，县莅安美市镇。
- 安美市镇（Thị trấn Yên Mỹ）
- 同滩社（Xã Đồng Than）
- 环龙社（Xã Hoàn Long）
- 辽舍社（Xã Liêu Xá）
- 玉隆社（Xã Ngọc Long）
- 阮文灵社（Xã Nguyễn Văn Linh）
- 新立社（Xã Tân Lập）
- 新明社（Xã Tân Minh）
- 青龙社（Xã Thanh Long）
- 中和社（Xã Trung Hòa）
- 越安社（Xã Việt Yên）
- 安富社（Xã Yên Phú）